# Hehst boja
Hehst boja (Hoechst boja) je član familije plavih fluorescentnih boja koje se koriste za bojenje DNK. Ove bis-benzimide je originalno razvila kompanija Hoechst AG. Postoje tri srodne boje: Hoechst 33258, Hoechst 33342, i Hoechst 34580. Boje Hoechst 33258 i Hoechst 33342 se najčešće koriste i imaju slične ekscitacione/emisione spektre.

## Spoljašnje veze
- Fluorescentne boje
- Uputstva za hehst boje